# Comisión Británica del Fosfato
La Comisión Británica del Fosfato (BPC) fue una junta de representantes de Australia, Gran Bretaña y Nueva Zelanda que manejaron la extracción de fosfato de la isla de Navidad , Nauru y Banaba (Isla Ocean) desde 1920 hasta 1981.

## Nauru y el BPC

### Acuerdo de la isla de Nauru
Tras su derrota en la Primera Guerra Mundial, Alemania se vio obligada a renunciar a todos sus activos territoriales en todo el mundo, incluida la isla de Nauru. Nauru quedó bajo la tutela conjunta del Reino Unido, Australia y Nueva Zelanda.
En 1919, los tres fideicomisarios firmaron el Acuerdo de la Isla de Nauru, que les daba derecho al fosfato de Nauru a través de los British Phosphate Commissioners (Comisión Británica del Fosfato). Compraron todos los activos de la Pacific Phosphate Company por más de 3,5 millones de libras el 1 de julio de 1920, y comenzaron a gestionarlos directamente el 1 de enero de 1921, tras un período de transición de seis meses de gestión de PPC. La mayoría de los antiguos empleados de PPC fueron aceptados por el BPC.
Desde 1919, la responsabilidad por el bienestar de la población de Nauru y Banaba, la restauración de los recursos de tierra y agua perdidos por las operaciones mineras y la compensación por los daños ambientales a las islas estaban bajo el control de los gobiernos del Reino Unido, Nueva Zelanda y Australia.

### Pagos por BPC a los nauruanos
En virtud de una política establecida por la administración alemana, se pagaban regalías a los propietarios de tierras. En 1921, los British Phosphate Commissioners (bajo la presión del pueblo de Nauru) aumentaron el pago de regalías de medio penique a un penique y medio por tonelada de fosfato extraído.
En 1927, se llegó a un nuevo acuerdo, por el que los nauruanos recibían siete peniques y medio por tonelada.
En 1939, los nauruanos recibían el 9% de los ingresos por fosfatos. Esta cantidad siguió siendo insignificante porque en ese momento el fosfato de Nauru se vendía muy por debajo de los precios del mercado mundial.

### Beneficios
En todo el control de BPC se obtuvieron importantes beneficios. En 1948, los ingresos por el fosfato de la isla alcanzaron los 745.000 dólares.

### Transferencia de propiedad
En 1967 los nauruanos compraron los activos de la BPC y, en 1970, la recién independizada República de Nauru estableció la Corporación de Fosfato de Nauru.

## Banaba y el BPC

### Litigios
En 1965, los isleños banabas, después de décadas de disputas por tierras, regalías y «explotación», iniciaron un litigio legal contra los Comisión Británica de Fosfatos, en la corte británica. Después de más de una década, el caso finalmente llegó a su fin, con el resultado de otorgar a los banabas £1 y todavía así se les obligó a pagar sus propios honorarios legales de más de £300,000.
El gobierno australiano, a través de la BPC, ofreció 780.000 libras esterlinas en concepto de reparaciones.

## Isla de Navidad y el BPC

### Compañía de fosfato de la isla de Navidad
El primer europeo en recomendar la extracción de fosfato para la explotación comercial fue John Murray, un naturalista británico, durante la expedición Challenger de 1872–1876. Su descubrimiento llevó a la anexión de la isla por la Corona británica el 6 de junio de 1888.
Tras el Acuerdo de Nauru de 2 de julio de 1919, los gobiernos del Reino Unido, Australia y Nueva Zelanda adquirieron los intereses de los PPC en los depósitos de fosfato en Nauru y Isla Ocean, que llevaron a cabo actividades mineras bajo la dirección de la Junta de Comisionados, que representaba a los tres gobiernos.

### Post BPC. Minería
En marzo de 1981, la Compañía Minera de Fosfatos de la Isla de Navidad (PMCI), una empresa establecida y controlada por el Gobierno australiano, se hizo cargo de las operaciones mineras.  La operación minera fue asumida por el Sindicato de Trabajadores de la Isla de Navidad.